# Cyathea brunoniana
Cyathea brunoniana är en ormbunkeart som beskrevs av Nathaniel Wallich och William Jackson Hooker. Cyathea brunoniana ingår i släktet Cyathea och familjen Cyatheaceae. Inga underarter finns listade.